# 郎位三
后髮座14，又名BD+28 2115，HD 108283、SAO 82310、HR 4733，是后髮座的一颗恒星，视星等为4.95，位于銀經210.06，銀緯84.43，其B1900.0坐标为赤經12h 21m 24s，赤緯+27° 84.43′ 20″。